# Navidad en Las Vegas
Navidad en Las Vegas es una película original de Disney Channel. Esta película iniciará filmación aproximadamente el 27 de agosto de 2007. Su estreno está previsto para Diciembre de 2007 en Estados Unidos. Su trama es parecida a la película Vacaciones en Las Vegas.
Esta es la Película Original Disney Channel que ha tomado menos tiempo en producción.
- Datos: Q5684255